# Sant Antoni de Fontcoberta
Sant Antoni de Fontcoberta és una església de Fontcoberta (Pla de l'Estany) inclosa a l'Inventari del Patrimoni Arquitectònic de Catalunya.

## Descripció
Església situada al sud-est del nucli de Fontcoberta, en direcció al veïnat de Fares. L'edifici està format per un sol cos rectangular amb absis de punt rodó i orientat al nord-est, sense retraïment respecte als murs perimetrals. La il·luminació es produeix mitjançant tres finestres situades als costats amb les llindes formades per una sola peça de pedra treballada on s'incorpora el punt rodó, la resta està emmarcada amb maó vist. Per sobre del suposat sostre o volta de la capella hi havia unes golfes ventilades per unes obertures quadrades alineades amb les finestres. Els murs portants estan fets de pedres de riu preses amb morter (de petites dimensions). La façana està rematada per un frontó. Les cantonades són de pedra escairada. Té un ull de bou sobre l'entrada.

## Història
No s'han localitzat dades històriques de l'ermita.